# Нан (провинция)
Нан (тайск. น่าน) — провинция (чангват) на севере Таиланда.
Административный центр — город Нан.

## Географическое положение
Нан находится в горной местности. Высочайшая точка лежит на высоте 2079 м над уровнем моря. Провинция лежит в 670 км к северу от столицы Таиланда Бангкока.

## Климат
Климат — субэкваториальный, но не такой жаркий, как в других частях страны.
| Показатель                    | Янв. | Фев. | Март | Апр. | Май | Июнь | Июль | Авг. | Сен. | Окт. | Нояб. | Дек. | Год   |
| ----------------------------- | ---- | ---- | ---- | ---- | --- | ---- | ---- | ---- | ---- | ---- | ----- | ---- | ----- |
| Средний суточный максимум, °C | 30   | 33   | 35   | 37   | 35  | 33   | 32   | 32   | 32   | 32   | 31    | 29   | 32,6  |
| Средний суточный минимум, °C  | 13   | 15   | 18   | 22   | 24  | 24   | 24   | 24   | 23   | 22   | 19    | 14   | 20,2  |
| Норма осадков, мм             | 8    | 14   | 28   | 103  | 175 | 156  | 207  | 248  | 205  | 95   | 19    | 6    | 1,264 |

## История
В течение многих столетий территория нынешней провинции Нан была независимой. Она лишь недолгое время принадлежала царству Сукхотаи, а после его распада в XV веке стала вассалом северного государства Ланна. Затем Ланна отошла Бирме, и в Нане несколько раз вспыхивали освободительные восстания, что привело к непосредственному контролю Бирмы за этой территорией с 1714 года.
В 1788 году север Таиланда завоевал король Сиама Рама I. В 1893 году Сиам передал Нан Французскому Индокитаю. В 1932 году Нан вновь становится провинцией Сиама.

## Административное деление
Провинция подразделяется на 15 районов (ампхе), которые, в свою очередь, состоят из 99 подрайонов (тамбон) и 848 поселений (мубан).
- 1. Amphoe Mueang Nan (อำเภอเมืองน่าน)
- 2. Amphoe Mae Charim (อำเภอแม่จริม)
- 3. Amphoe Ban Luang (อำเภอบ้านหลวง)
- 4. Amphoe Na Noi (อำเภอนาน้อย)
- 5. Amphoe Pua (อำเภอปัว)
- 6. Amphoe Tha Wang Pha (อำเภอท่าวังผา)
- 7. Amphoe Wiang Sa (อำเภอเวียงสา)
- 8. Amphoe Thung Chang (อำเภอทุ่งช้าง)
- 9. Amphoe Chiang Klang (อำเภอเชียงกลาง)
- 10. Amphoe Na Muen (อำเภอนาหมื่น)
- 11. Amphoe Santi Suk (อำเภอสันติสุข)
- 12. Amphoe Bo Kluea (อำเภอบ่อเกลือ)
- 13. Amphoe Song Khwae (อำเภอสองแคว)
- 14. Amphoe Phu Phiang (อำเภอภูเพียง)
- 15. Amphoe Chaloem Phra Kiat (อำเภอเฉลิมพระเกียรติ)

## Экономика и промышленность
Благодаря своему изолированному географическому положению провинция мало развита. Под сельское хозяйство используется около 10 % территории, 40 % — под лесное хозяйство. Провинция славится своими цитрусовыми.
Валовой социальный продукт провинции в 2004 году составлял 16 763 млн. бат.

## Достопримечательности
- Храм Пратхат Ча Хенг (Phra That Chae Haeng) — храмовый комплекс, построенный более 600 лет назад с большой позолоченой ступой времен Сукхотаи высотой более 55 м, традиционные фрески с изображением змея Нага на вихаре и статуи зайцев по всему храму.
- Храм Нонг Буа (Wat Nong Bua)
- Храм Пхумин (Wat Phumin)
- Водопад Сила Пхет (Sila Phet)
- Каньоны Сао Дин (Sao Din)

В провинции расположено несколько национальных парков. это также место проведения знаменитых ежегодных лодочных гонок.